# حصارک (ننگرهار)
حصارک (به لاتین: Hesarak) یک منطقهٔ مسکونی در افغانستان است که در ولسوالی حصارک واقع شده‌است.